# Carlos Clos Gómez
Carlos Clos Gómez (Zaragoza, 1972. június 30. –) spanyol nemzetközi labdarúgó-játékvezető.

## Pályafutása
Játékvezetésből 1987-ben Zaragozában vizsgázott. A Spanyol labdarúgó-szövetség (RFEF) Játékvezető Bizottságának (JB) minősítésével 1997-től a Liga Adelante (B;A), majd 2006-tól a Primera División játékvezetője. Küldési gyakorlat szerint rendszeres 4. bírói szolgálatot is végzett. Liga Adelante mérkőzéseinek száma:149 (1997–2006). Primera División mérkőzéseinek száma: 190 (2015). Vezetett kupadöntők száma: 2.
| Időpont             | Helyszín                           | Mérkőzés típusa                                  | Mérkőzés                            | Eredmény |        |
| ------------------- | ---------------------------------- | ------------------------------------------------ | ----------------------------------- | -------- | ------ |
| 2006. augusztus 27. | Estadi Cornellà-El Prat, Barcelona | első Primera División mérkőzése                  | RCD Espanyol–Gimnàstic de Tarragona | 0 – 1    |        |
| 2012. augusztus 23. | Camp Nou, Barcelona                | Spanyol labdarúgó-szuperkupa döntő első mérkőzés | FC Barcelona–Real Madrid CF         | 3 – 2    | 91 800 |
| 2013. május 17.     | Santiago Bernabéu stadion, Madrid  | Spanyol labdarúgókupa döntő                      | Atlético de Madrid–Real Madrid CF   | 2 – 1    | 80 000 |
| 2015. május 23.     | Camp Nou, Barcelona                | utolsó Primera División mérkőzése                | FC Barcelona–La Coruña              | 2 – 2    |        |

A Spanyol labdarúgó-szövetség JB terjesztette fel nemzetközi játékvezetőnek, a Nemzetközi Labdarúgó-szövetség (FIFA) 2009-től tartja nyilván bírói keretében. Az UEFA JB besorolása szerint első kategóriás bíró. A FIFA JB központi nyelvei közül a spanyolt beszéli. Több nemzetek közötti válogatott (Labdarúgó-világbajnokság, Labdarúgó-Európa-bajnokság), valamint Európa-liga és UEFA-bajnokok ligája klubmérkőzést vezetett, vagy működő társának 4. bíróként segített. A spanyol nemzetközi játékvezetők rangsorában, a világbajnokság-Európa-bajnokság sorrendjében többedmagával a 22. helyet foglalja el 3 találkozó szolgálatával. Európában a legtöbb válogatott mérkőzést vezetők rangsorában többed magával,  6 (2010. május 24.– 2014. október 9.) találkozóval tartják nyilván.
| Időpont             | Helyszín                                | Mérkőzés típusa           | Mérkőzés                         | Eredmény | Nézők száma |
| ------------------- | --------------------------------------- | ------------------------- | -------------------------------- | -------- | ----------- |
| 2015. szeptember 8. | Complexo Desportivo da Covilhã, Covilhã | első válogatott mérkőzése | Portugália–Zöld-foki Köztársaság | 0 – 0    | 2000        |

A 2014-es labdarúgó-világbajnokságon a FIFA JB játékvezetőként alkalmazta. Selejtező mérkőzést az UEFA zónában irányított. 
| Időpont             | Helyszín             | Mérkőzés típusa           | Mérkőzés           | Eredmény | Nézők száma |
| ------------------- | -------------------- | ------------------------- | ------------------ | -------- | ----------- |
| 2012. szeptember 7. | LFF Stadium, Vilnius | előselejtező (G. csoport) | Litvánia–Szlovákia | 1 – 1    | 4000        |

A 2012-es labdarúgó-Európa-bajnokságon, valamint a 2016-os labdarúgó-Európa-bajnokságon az UEFA JB játékvezetőként foglalkoztatta. 
| Időpont             | Helyszín                       | Mérkőzés típusa                     | Mérkőzés                               | Eredmény | Nézők száma |
| ------------------- | ------------------------------ | ----------------------------------- | -------------------------------------- | -------- | ----------- |
| 2010. szeptember 3. | Karaiszkákisz Stadion, Pireusz | (2012 eb) előselejtező (F. csoport) | Görögország–Grúzia                     | 1 – 1    | 14 794      |
| 2014. október 9.    | LFF Stadium, Vilnius           | (2016 eb) előselejtező (E. csoport) | Litván labdarúgó-válogatott–Észtország | 1 – 0    | 4780        |

2007/2008 és a 2012/2013 idényekben a Primera Divisiónban nyújtott teljesítményéért a spanyol JB az"Év Játékvezetője"díjban részesítette. 2012/2013 évadban megkapta a Vicente Acebedo Trophy díjat.